# Lanval (Lai)
Lanval ist der Titel eines Lais (kurzes Gedicht in französischer Sprache über ein keltisches Thema) von Marie de France (* ~1135, † ~1200). Die Lais behandeln Märchenmotive oder Sagenstoffe aus dem keltischen Britannien. Die insgesamt zwölf Lais ihrer Sammlung wurden von Marie de France um 1170 aufgezeichnet. Typisch für ihre Gedichte ist eine immer wiederkehrende Verbindung von Freude und Leid.

## Inhalt

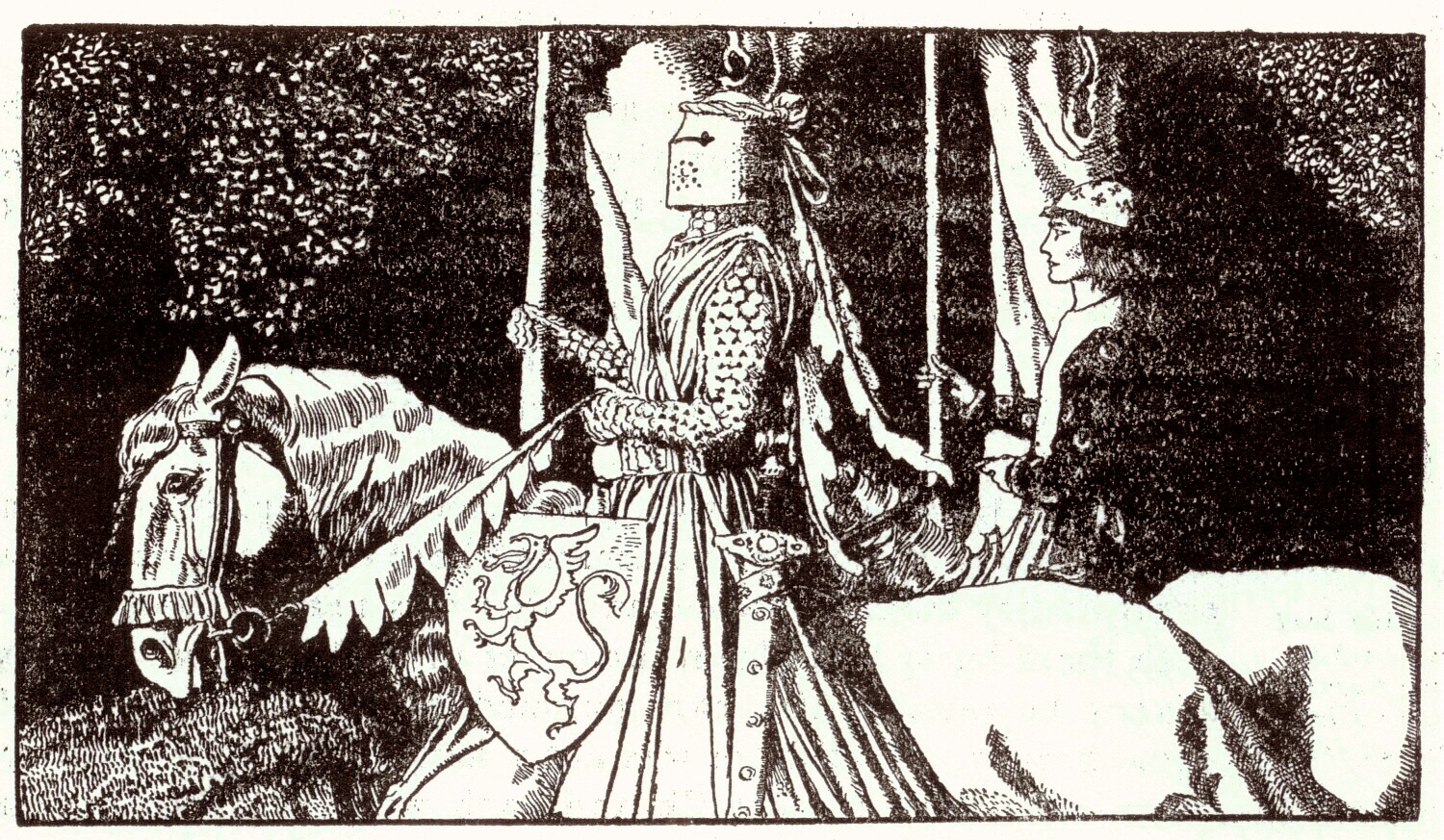
Sir Gawain

Lanval ist ein gut aussehender und tapferer Ritter am Hofe von König Artus in Carlisle, aber nicht bei allen Rittern beliebt. Eines Tages sieht er eine wunderschöne Dame in einem Fluss, die ihn in ihr Prunkzelt einlädt, da sie seine Vorzüge prüfen will. Die beiden verlieben sich ineinander und leben eine Nacht wie Mann und Frau zusammen. Am Morgen verpflichtet die Dame Lanval, niemandem davon zu erzählen, dann werde sie immer wieder zurückkehren und ihn reich und glücklich machen. Lanval verspricht dies und kehrt an den Hof zurück, wo ihm sein neugewonnener Reichtum Freunde aber auch Neider schafft. Die Königin Gwenhwyfar, Artus’ Gattin, will ihn verführen, er lehnt jedoch mit der Begründung ab, er sei einer noch schöneren Dame treu. Erzürnt über diese Bemerkung beklagt sich Gwenhwyfar beim König, Lanval habe sie mit diesen Worten beleidigt. Bei der Verhandlung über diesen Vorfall weigert sich Lanval, getreu seinem Versprechen, den Namen der Dame zu nennen und soll verurteilt werden. Nur Sir Gawain hält noch zu ihm. Da erscheint die Dame auf einem weißen Pferd und nun sehen alle, dass sie tatsächlich die Schönste ist. Lanval wird freigesprochen und reitet mit seiner Dame nach Avalon – die beiden wurden nie wieder gesehen.

## Anderssprachige Nachdichtungen
In mittelenglischer Sprache erschienen Sir Lanval um 1340 und später die Reimerzählung Sir Lamb[e]well im 16. Jahrhundert. Im Skandinavien des 13. Jahrhunderts wurde dieses Lai unter dem Titel Januals lióð nacherzählt.

## Moderne Rezeption
Eduard Stucken schuf 1903 das Drama Lanvâl, das 1911 am Wiener Burgtheater mit großem Erfolg aufgeführt wurde. Der Inhalt folgt sehr frei dem Lai von Marie de France und endet im Gegensatz zu diesem in einer Katastrophe.